# Плат Вероники (созвездие)

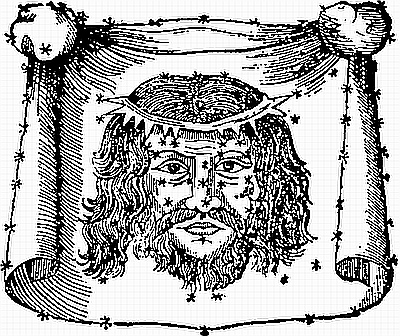

Плат Веро́ники (лат. Sudarium Veronicae, также варианты перевода — Убрус Христа или Спас Нерукотворный) — отменённое созвездие южного полушария неба. Предложено Антоном Мария де Рейта, монахом и астрономом, в 1643 году «Плат святой Вероники». Имеется в виду легенда о еврейской женщине Веронике, которая подала свой плат (убрус) Христу во время Его пути на Голгофу, чтобы утереть пот. Образ Иисуса в терновом венце запечатлелся на плате и стал первой нерукотворной иконой.
Созвездие находилось на месте современного Секстанта. Созвездие никогда больше не использовалось астрономами. В переводах на русский язык созвездие называлось так же «Убрус Христа» и (не совсем точно) «Спас Нерукотворный». Ныне оно не числится в официальном списке созвездий, составленном Международным астрономическим союзом.